# ILCOR
ILCOR (ang. International Liaison Committee on Resuscitation) – międzynarodowy komitet mający na celu ujednolicenie zasad udzielania pierwszej pomocy na całym świecie.

Został on założony w 1992 przez przedstawicieli następujących organizacji skupiających przedstawicieli Europy, obu Ameryk, Australii i Nowej Zelandii oraz RPA:
- ERC (European Resuscitation Council)
- AHA (American Heart Association)
- HSFC (Heart and Stroke Foundation of Canada)
- Australian and New Zealand Committee on Resuscitation
- RCSA (Resuscitation Councils of Southern Africa)
- IAHF (Inter American Heart Foundation)

Celem komitetu jest organizowanie forum, na którym można dyskutować wszelkie problemy dotyczące resuscytacji, wspieranie badań nad resuscytacją, umożliwienie wymiany doświadczeń między poszczególnymi organizacjami członkowskimi, propagowanie wiedzy o udzielaniu pierwszej pomocy, a także ujednolicanie schematów postępowania w stanach zagrożenia życia w oparciu o EBM.